# Poveljnik zavezniških zračnih sil v Srednji Evropi
Poveljnik zavezniških zračnih sil v Srednji Evropi (angleško Commander of Allied Air Forces Central [Europe]; kratica: COMAIRCENT) je bil regionalni poveljniški položaj v Natovi poveljniški strukturi za Srednjo Evropo, kateri je obstajal v letih 1953-67 in 1974-2000. COMAIRCENT je tako poveljeval AFCEN in bil podrejen AFCENT in SACEUR. Sedež poveljnika je bil v zračni bazi Ramstein.
V času obstoja položaja se je večkrat preimenovalo poveljstvo in s tem tudi sam naziv poveljnika:
- Commander, Allied Air Forces Central Europe (1953-1966),
- Commander, Headquarters Allied Air Forces Central Europe (1974-1993) in
- Commander, HQ AIRCENT (1993-2000).[2]

## Poveljniki
Commander, Allied Air Forces Central Europe (1953-1966)
- zračni glavni maršal (Air Chief Marshal) Basil Embry: 16. julij 1953
- zračni glavni maršal George Mills: 1. januar 1956
- zračni glavni maršal Harry Broadhurst: 20. maj 1959
- zračni glavni maršal Percy Bernard, 5th Earl of Bandon: 1. marec 1961
- zračni glavni maršal Edmund Hudleston: 1. december 1963
- general Johannes Steinhoff (načelnik štaba in v.d. poveljnika): 1965-66

Commander, Headquarters Allied Air Forces Central Europe (1974-1993)
Commander, HQ AIRCENT (1993-2000)
- general Robert C. Oaks: 1993 - 1994
- general James L. Jamerson: 1994 - 1995
- general Richard E. Hawley: 1995 - 1996
- general Michael E. Ryan: 1996 - 1997
- general John P. Jumper: 1997 - 2000